# Пейслі (орнамент)

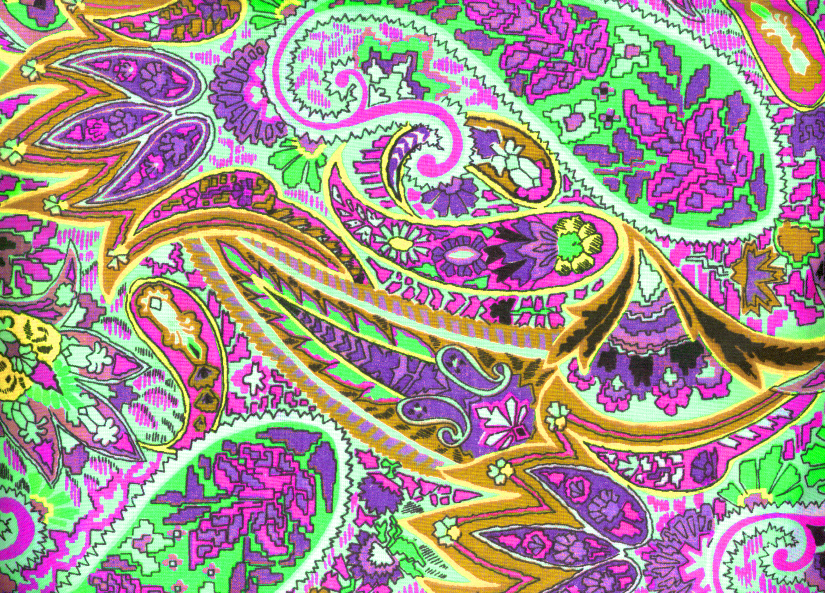
Варіація пейслі

Пе́йслі, бута (від англ. Paisley, інші назви: індійський огірок, східна груша, азербайджанська бута, турецький біб та ін.) — орнаментальна композиція, що складається з повторюваних елементів краплеподібної форми в одному напрямку або дзеркальному, або в довільному. Вільний простір може бути зайнято декоративними елементами в рослинному стилі, колами та іншими графічними елементами. Візерунки із цим зображенням зустрічаються в малюнках килимів, тканин, творів декоративно-прикладного мистецтва, а також декорі архітектурних споруд.

## Походження
Батьківщиною орнаменту вважається Іран. Малюнок буту або «буте» (перс. بته — «кущ, рослина» або «букет листків») був характерний для Ірану з часів династії Сасанідів (III—VII століття) і розвинувся до різноманіття форм вже у XVI—XVIII століть — часу правління династії Сефевідів.
Виробляти східні шалі з цим візерунком почали в середні віки в Індії, а потім і в інших східних країнах. У ті часи він прикрашав регалії і одяг знаті, з'являвся на ювелірних прикрасах, посуді, предметах домашнього побуту і релігійного культу..

## Тлумачення форми
У тому, що ж із себе насправді представляє пейслі, єдиної думки немає. За однією з версій, це квітковий мотив, поєднаний з силуетом кипариса — символу життя в зороастризмі. Кипарис та зображення крил казкових тварин найчастіше зустрічаються поміж надбань матеріальної культури часів ассирійського (II—I тис. до н. е.) та ахаменідського періоду стародавньої історії Ірану (6-4 ст до н. е.). Переважно ними оздоблені вази, чаші, збруя, ювелірні вироби та архітектурні пам'ятки. З часом стилізоване зображення цього дерева було введено до рослинних та геометричних мотивів візерунків. З малюнків кипарису й крил казкових тварин утворився новий художній орнамент.
Інший варіант походження — стилізовані язики полум'я, також символізують життя. Можливо і походження від горіха кеш'ю, що був символом родючості. В Індії та Пакистані малюнок пов'язують із формою кісточки манго, асоціюється з пророслим зерном або ембріоном. А Далекий Схід порівнює пейслі з половинкою знака Інь і ян.

## Розповсюдження в Європі
В Європу тканини з іранським візерунком привезли англійські колоністи у першій половині XVII століття. Кашемірські шалі зі Сходу, декоровані «огірком», були шанованим і дорогим подарунком.
У XIX столітті в Англії і Шотландії почалося широке виробництво текстилю з «бутом». Основним центром виробництва дешевих тканин з таким орнаментом у Західній Європі стало шотландське місто Пейслі (на честь якого орнамент і отримав свою назву на Заході). Вони були вкрай дорогими, і дозволити собі їх могли тільки забезпечені аристократи. На початку XIX століття шотландські майстра навчилися ткати «огірки» на жакардових ткацьких верстатах — і шалі з "пейслі" стали більш масовим продуктом. Виробництво процвітало близько півстоліття, а потім орнамент вийшов з моди. Наступною хвилею популярності були часи хіппі — 1960-ті роки.

## Цікаві факти
- У 1981 Джироламо Етро, засновник модного дому Etro, здійснював подорож до Індії і зібрав взірці традиційних для країни орнаментів, серед яких був і пейслі. В тому ж році модний дім випускає колекцію тканин з його використанням. Пейслі став фірмовим принтом бренду[6].
- Пейслі було використано у дизайні тканини костюму збірної Азербайджану на Олімпіаді у Ванкувері (2010). Строкаті штани викликали здебільшого негативні відгуки[7].
- Колекція шалей в музеї м. Пейслі має статус видатної колекції національного значення Шотландії[8].

## Галерея

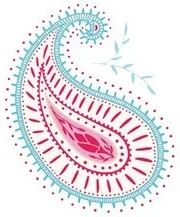
Бута
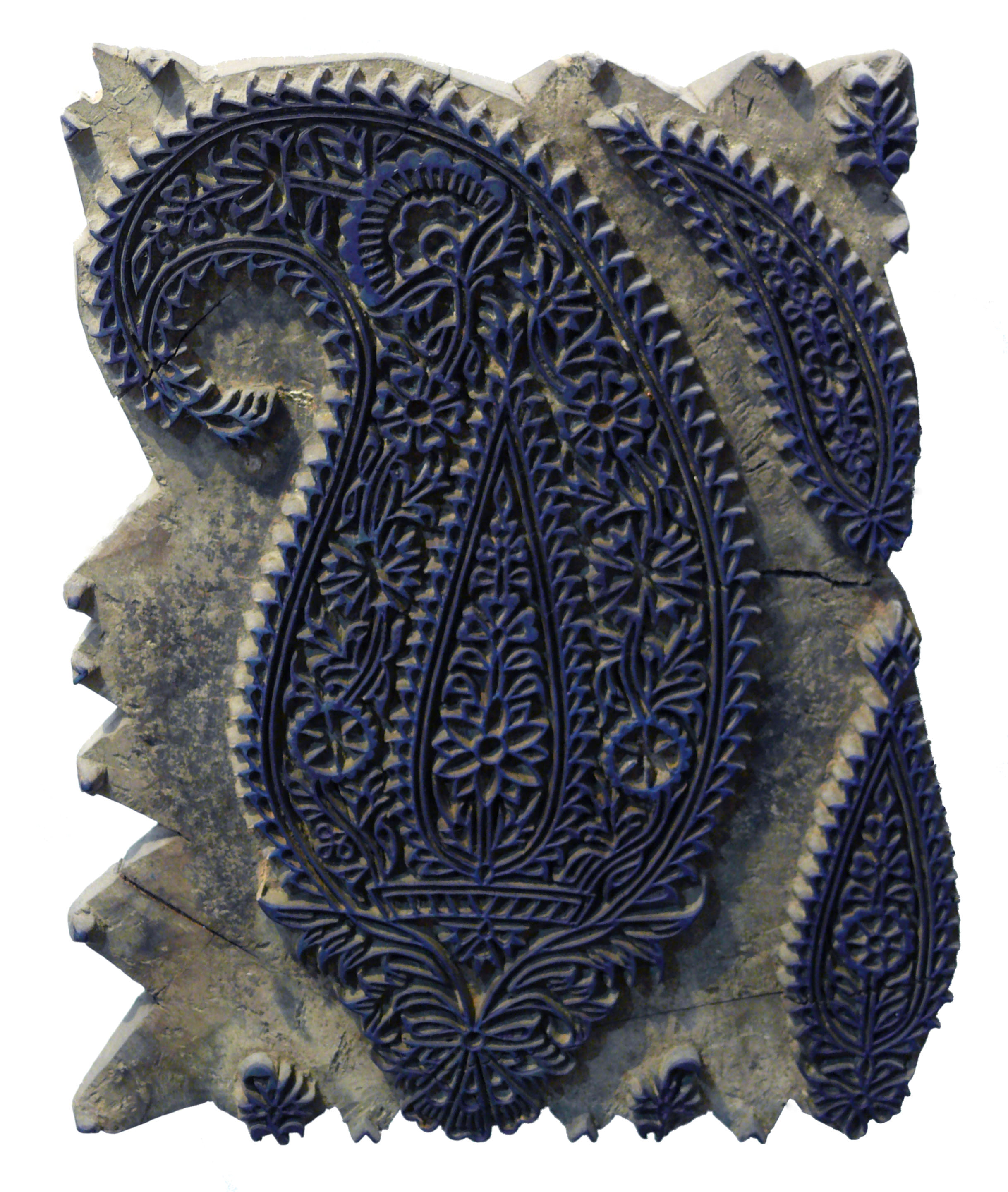
Дерев'яна форма для друку на текстилі з орнаментом «пейслі», Іран
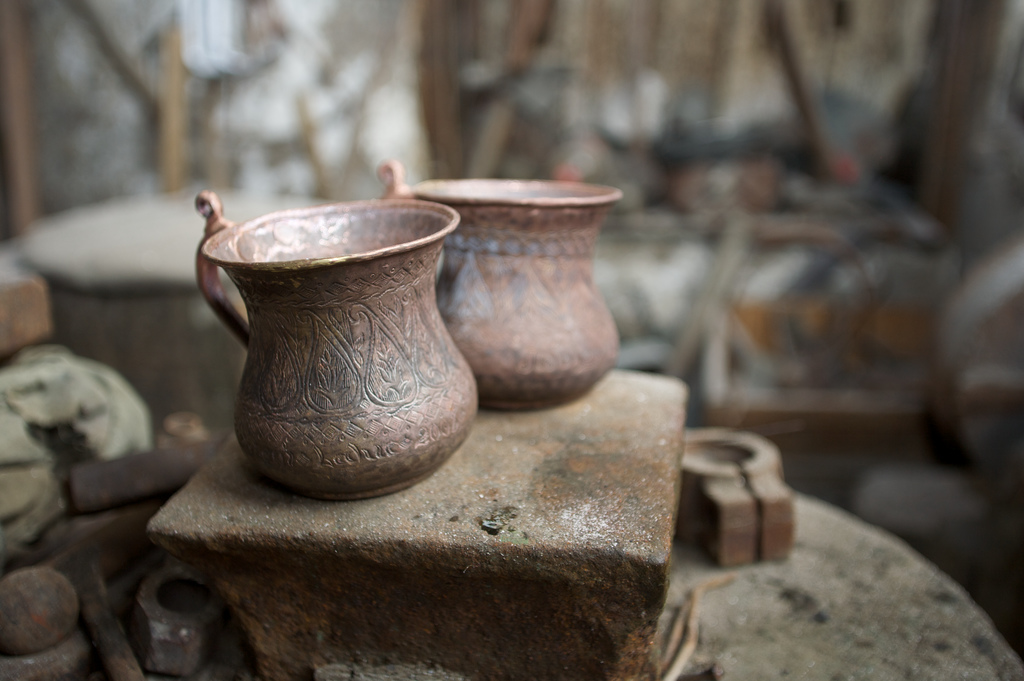
Бута на мідних виробах з Лагіча
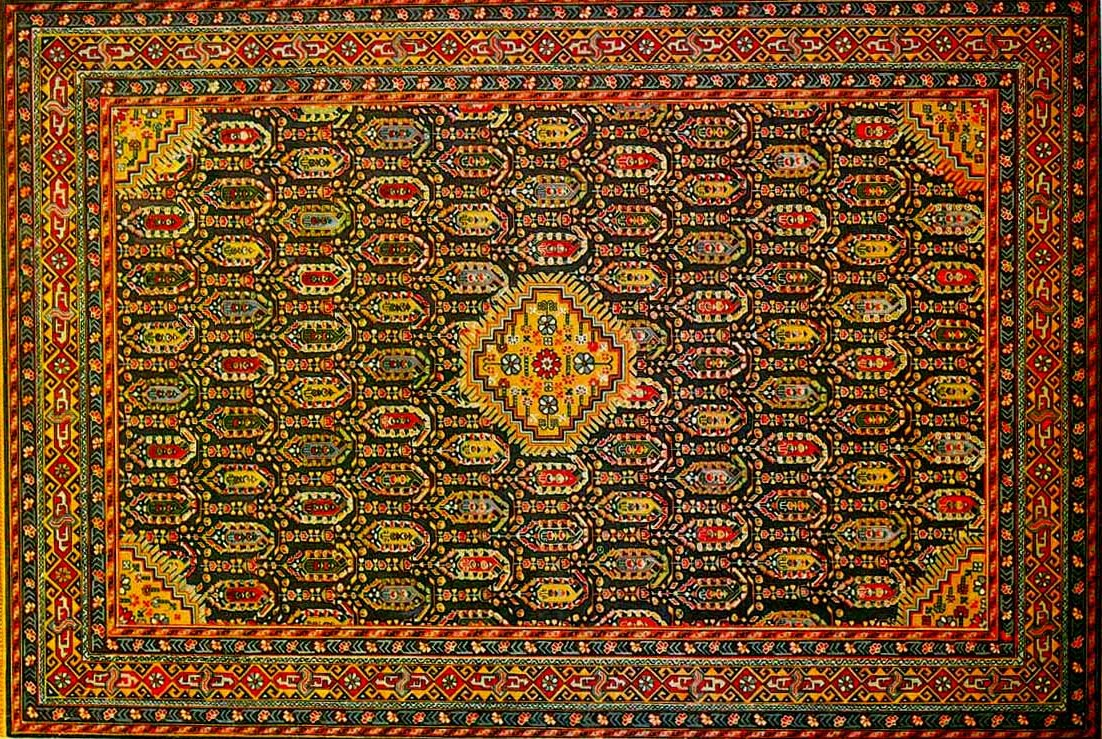
Килим, XVIII століття, Баку
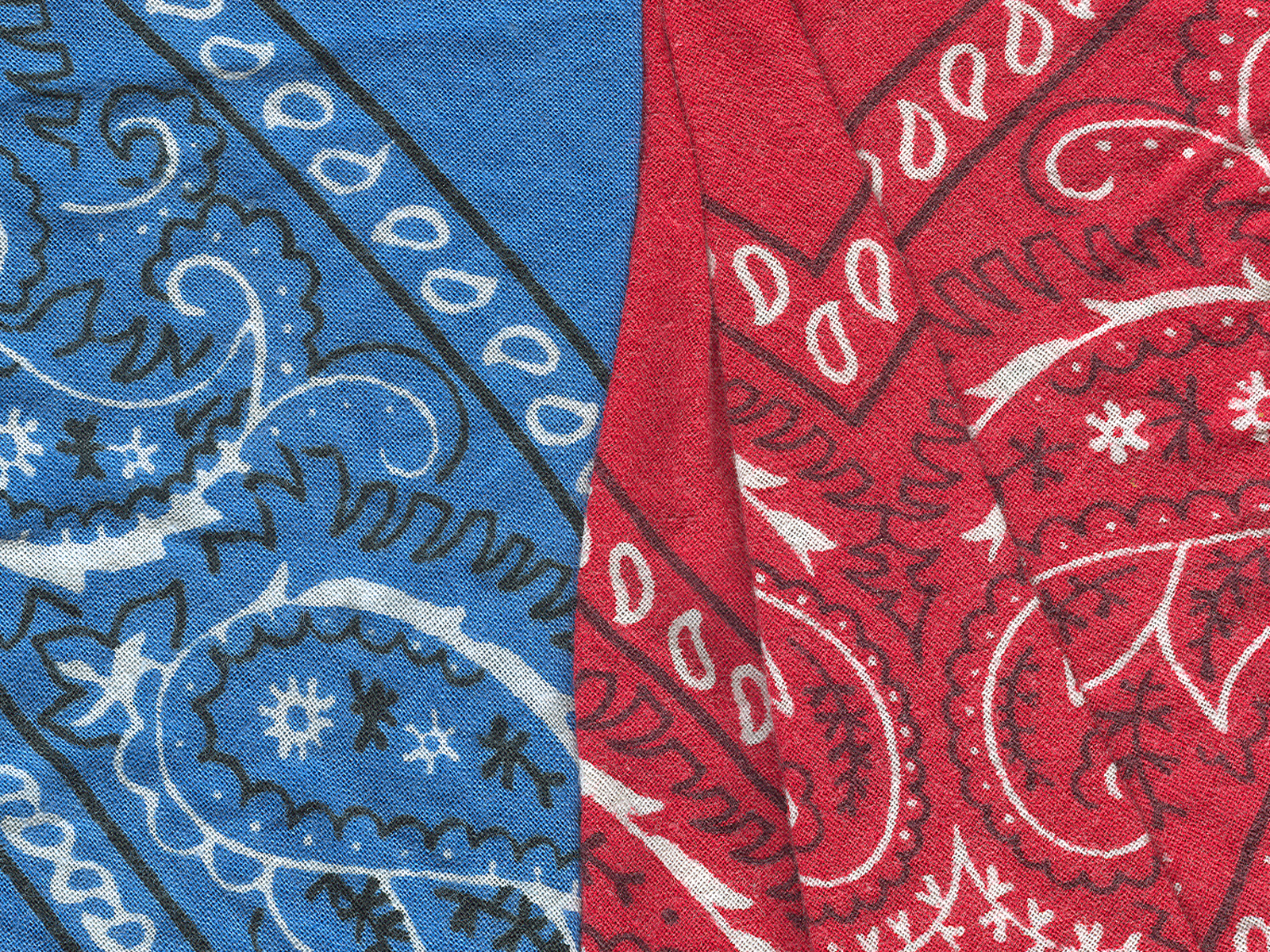
Бандани з пейслі
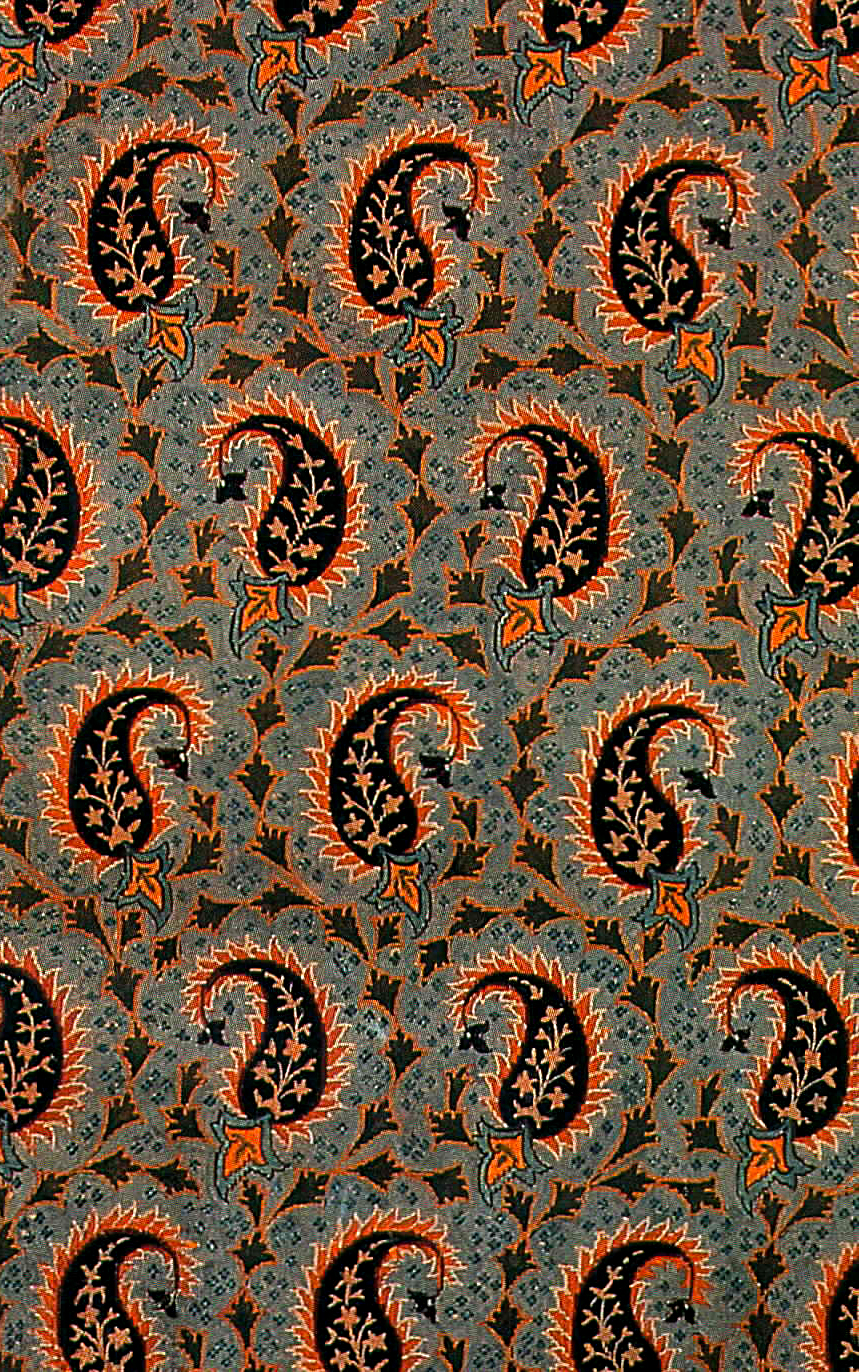
1939
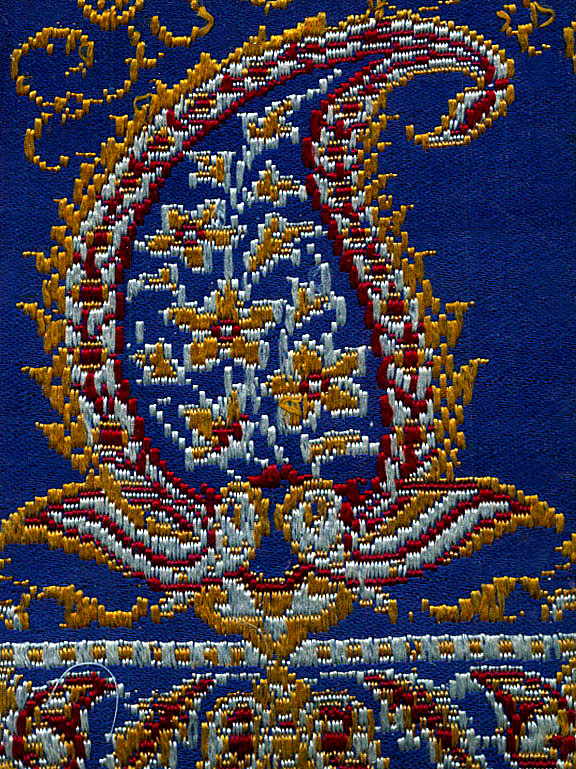
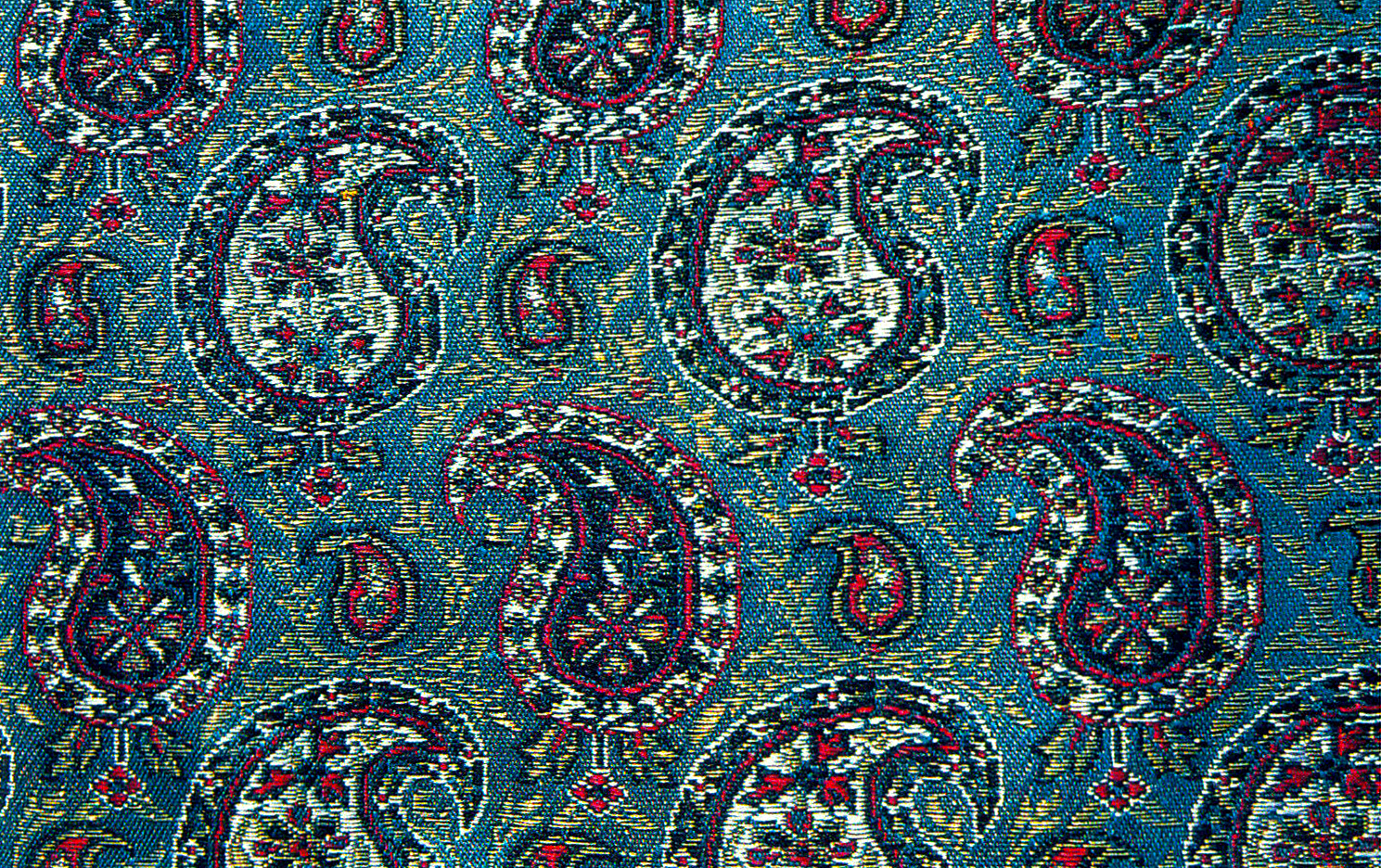
1963